# 芬诺站
芬诺地铁站（芬蘭語：Finnoon metroasema），是芬兰赫爾辛基地鐵西线地铁延展线上的地下车站。该站开通于2022年12月3日，位于凯塔站东边1.3公里、马蒂村站西边1.6公里处。

## 图集

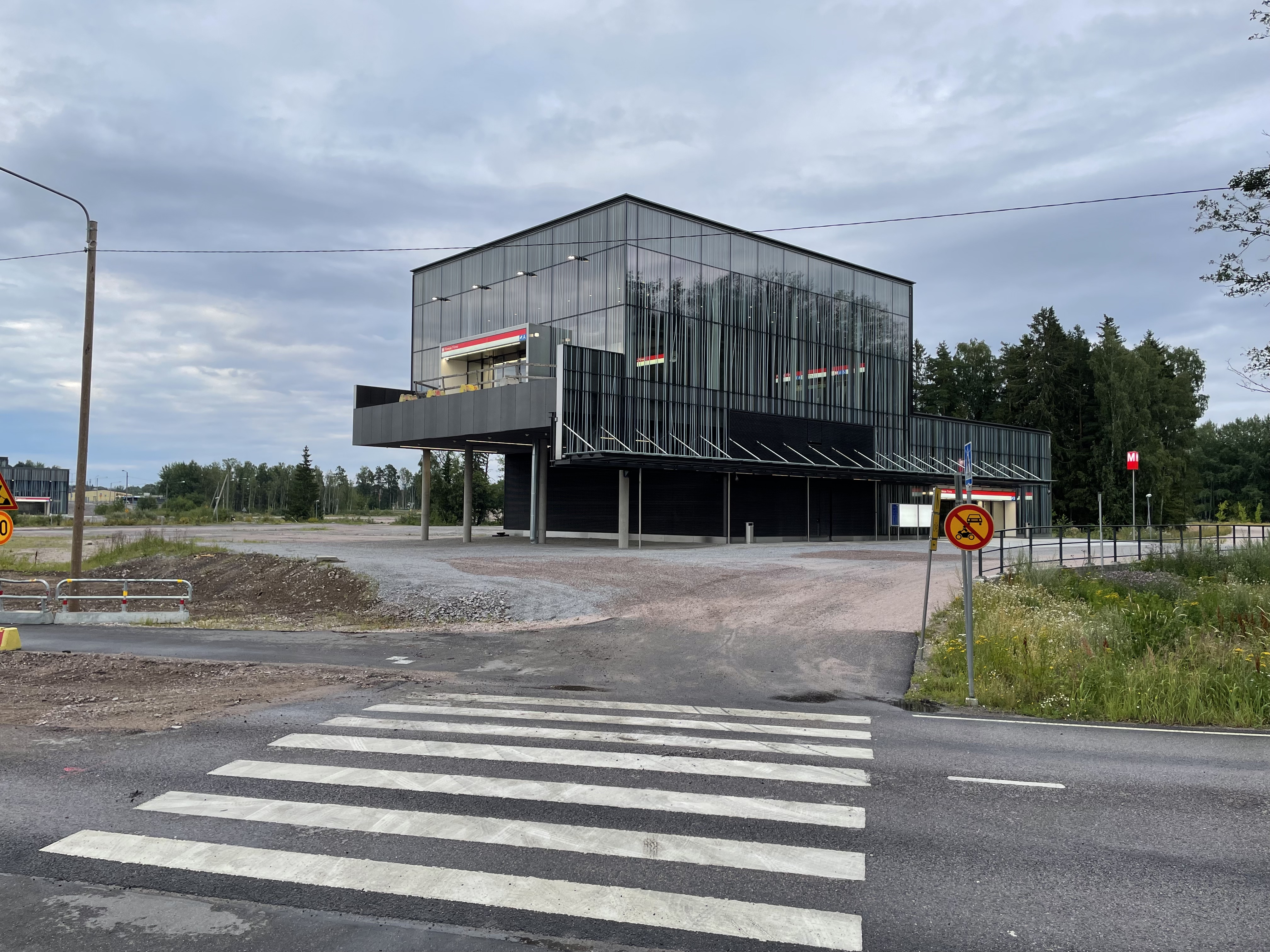
入口建筑
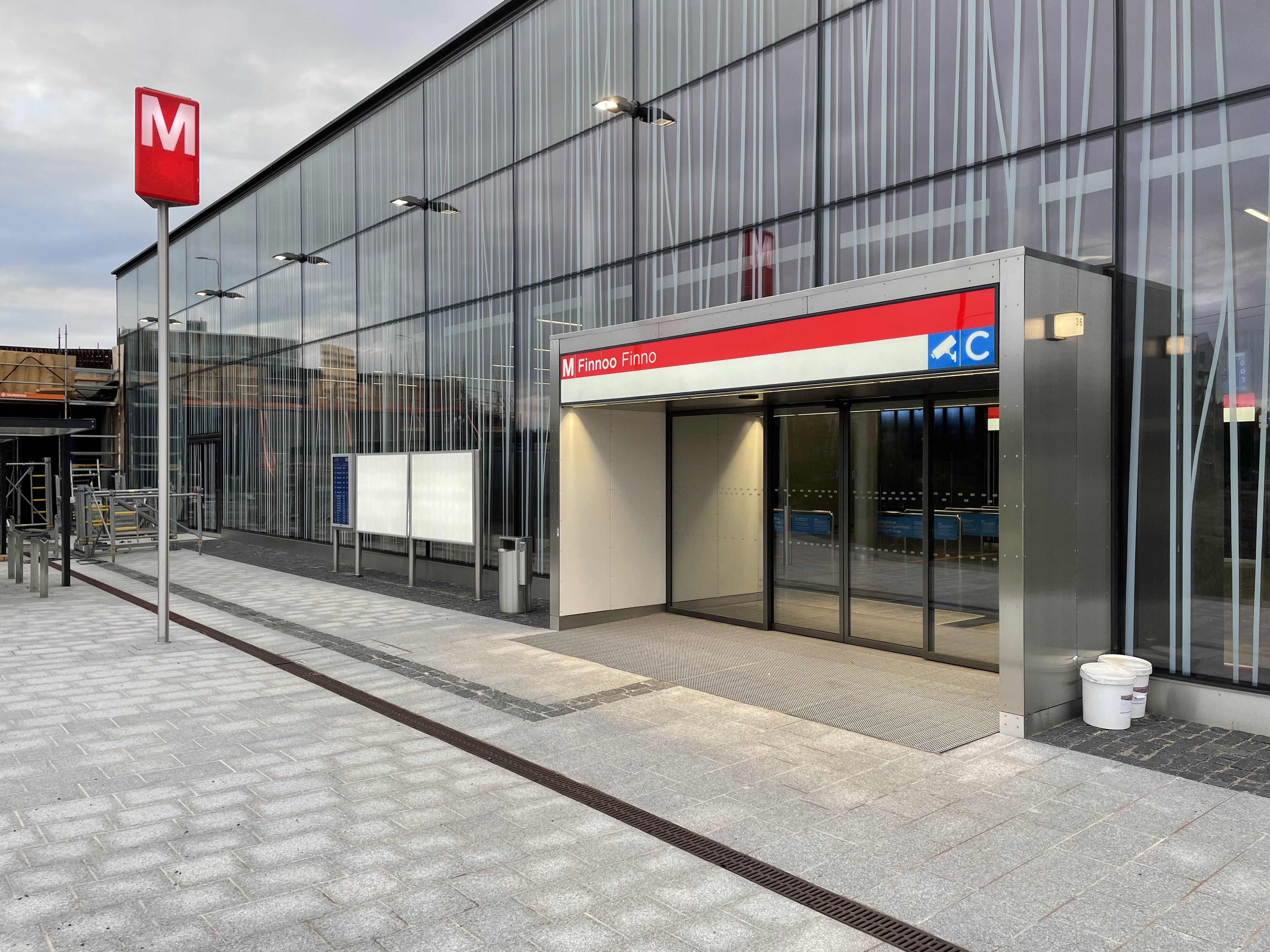
入口